# Planaxius
Planaxius is een geslacht van kreeftachtigen uit de klasse van de Malacostraca (hogere kreeftachtigen).

## Soort
- Planaxius brevifrons Komai & Tachikawa, 2008